# Деметрий Фалерский
Деме́трий Фале́рский (др.-греч. Δημήτριος Φαληρεύς; между 360 и 350 годами до н. э. — после 283 года до н. э.) — древнегреческий государственный деятель, правитель Афин в 317—307 годах до н. э.
Деметрий родился в деме Фалер Древних Афин. В молодости получил прекрасное образование в школе перипатетиков Аристотеля. Непосредственным его учителем был знаменитый философ Теофраст. В 317 году до н. э. Деметрий возглавил Афины при непосредственном содействии правителя Македонии Кассандра. В течение десяти лет он обладал неограниченной властью в городе. В качестве правителя Деметрий Фалерский провёл ряд реформ, которые опирались как на законодательную традицию Афин, так и на философские взгляды перипатетиков.
За десять лет неограниченной власти в Афинах Деметрий провёл реформу законодательства, следствием которой стало экономическое процветание города. Однако Деметрий не смог приобрести популярности среди граждан, которые воспринимали его в качестве тирана. При появлении войск Деметрия Полиоркета вблизи города афиняне отказались сражаться за Деметрия Фалерского и потребовали мирных переговоров. По их результатам Деметрий Фалерский был вынужден покинуть свой родной город.
Около 297 года до н. э. Деметрий переехал в Египет, где стал одним из наиболее близких приближённых Птолемея I Сотера. В Египте Деметрий приступил к созданию первого в эллинистическом мире научно-культурного центра Мусейона с примыкающей к нему Александрийской библиотекой. После смерти Птолемея I Сотера Деметрий был сослан в сельскую местность, где вскоре и умер.

## Биография

### Происхождение. Ранние годы
Деметрий родился между 360 и 350 годами до н. э. в семье Фанострата в деме Древних Афин Фалер. Дебют политической деятельности Деметрия датируют 324 годом до н. э., годом прибытия в Афины Гарпала. Учитывая, что гражданин Афин получал право участвовать в политической жизни города не ранее 30-летнего возраста Э. Д. Фролов предполагает, что Деметрий Фалерский родился не позднее 354 года до н. э. Клавдий Элиан писал, что Деметрий в юности был рабом в доме Конона и Тимофея. Данный фрагмент находится среди других двадцати, в большинстве случаев, недостоверных утверждений о происхождении и молодых годах известных деятелей античности и соответственно не заслуживает доверия. Однако его повторяет также Диоген Лаэртский, который со ссылкой на Фаворина утверждал, что Деметрий был незнатного происхождения и некоторое время прислуживал Конону. Данный анахронизм (Конон умер около 390 года до н. э., а Тимофей в 354 году до н. э.), возможно, связан с тем, что отец или дед Деметрия могли быть вольноотпущенниками кого-то из этих афинских аристократов. Не исключено и наличие родственных связей между домами Деметрия и Конона.
Незнатность происхождения в афинском обществе не предполагала бедности. О состоятельности семьи Фанострата свидетельствует то, что Деметрий и его брат Гимерей получили хорошее образование, имели время заниматься философией и политикой.

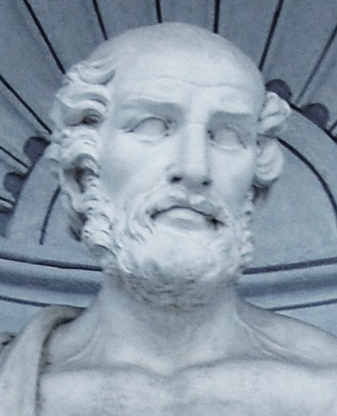
Учителем Деметрия Фалерского был знаменитый философ, ученик Аристотеля и глава школы перипатетиков Теофраст

Античная традиция называет учителем Деметрия знаменитого философа и ученика Аристотеля Теофраста. Теофраст был не только учителем, но и другом Деметрия. Не исключено, что в молодости Деметрий также посещал лекции Аристотеля. Ораторское искусство Деметрий изучал как в Ликее, так и у признанных мастеров красноречия Динарха и Демосфена. Обучение в школе перипатетиков обусловило и политические предпочтения Деметрия. Основатель данной философской школы Аристотель был как учителем Александра Македонского, так и другом наместника и правителя Македонии во время завоевательных походов Александра Антипатра. В связи с этим представители школы перипатетиков преимущественно имели промакедонские политические взгляды.

### Начало политической карьеры. Приход к власти в Афинах
В молодости Деметрий примкнул к умеренной промакедонской партии, главным представителем которой был Фокион. Вместе с Фокионом, Демадом и Ксенократом он в 322 году до н. э. участвовал в переговорах с македонскими военачальниками Антипатром и Кратером, которые завершили Ламийскую войну. Несмотря на свою политическую позицию, в 322 году до н. э. он был вынужден бежать после того как по приказу Антипатра был казнён брат Деметрия Гимерей. Согласно Афинею, который ссылался на Каристия Пергамского, афинский политик нашёл приют у Никанора.
С началом Второй войны диадохов в 319 году до н. э. «народная партия» поддержала Полиперхона, в то время как «аристократическая», к которой принадлежали Фокион и Деметрий — Кассандра. После того как «народная партия» на короткое время захватила власть в городе, Фокион был казнён, а Деметрий, вместе с другими представителями «аристократической» партии, осуждён заочно к смерти. Сам политик был вынужден бежать и укрылся в подконтрольном на тот момент Кассандру Пирее. После победы Кассандра между ним и афинянами в 317 году до н. э. был заключён мир, по условиям которого главой города становился Деметрий. В античных источниках должность Деметрия обозначается как «эпимелет» («попечитель») или простат («предстоятель»). По мнению Э. Д. Фролова, официально Деметрий занял пост «эпимелета», а «простат» было неформальным определением этой должности. Также в современных изданиях могут использовать термин «номотет» («законодатель»). Афинские законы не предполагали единоличного правителя. Поэтому, для их видимого соблюдения Деметрий также время от времени занимал традиционные для Афин высшие государственные посты архонта (в 309/308 году до н. э.) и, по одной из версий, стратега. Также продолжали действовать Народные собрания. Несмотря на существование демократических институтов власть в Афинах стала авторитарной, а Деметрий — единоличным правителем. В связи с этим его также могут называть «тираном».

### Правление в Афинах

#### Внутренняя политика
Деметрий правил Афинами в течение десяти лет с 317 по 307 годы до н. э. За этот период он составил свод законов, благодаря чему ряд античных источников называли Деметрия «третьим великим законодателем Афин». Современным историкам практически ничего неизвестно о деталях нового законодательства. Также они отмечают разночтения в античных источниках. Предположительно, законодательство Деметрия Фалерского было консервативным. Также вводился имущественный ценз для участия в Народных собраниях, что означало переход от демократии к олигархии. Одновременно, Страбон считал, что «Деметрий не только не уничтожил демократию, но даже еще больше укрепил ее». Диодор Сицилийский связывал введение имущественного ценза с именем Антипатра. Как бы то ни было Деметрий не ограничился лишь законотворчеством. Его государственная политика характеризовалась новациями в финансовой и социальной сфере, благодаря чему Афины добились экономического благоденствия, а государственные доходы достигли громадной суммы в 1200 талантов в год. По утверждению Демохара, Деметрий «превозносил себя за то, что многие предметы потребления дешево продавались в городе и все жизненные припасы имелись в изобилии». Возможно, для реализации своих инициатив в Афинах были учреждены, либо существенно трансформированы, магистратуры номофилаков («стражей законов»), гинекономов («надзирателей за женщинами») и апостолеев («отправщиков кораблей»).
С целью оздоровления экономики и социальной жизни в Афинах был принят ряд законов против роскоши. Среди прочего были запрещены чрезмерные траты на погребальные обряды и сооружение гробниц и памятников. Данное ограничение имело негативные последствия для искусства, так как исключало создание рельефных изображений лучшими архитекторами Древней Греции. Одновременно, при Деметрии архитектор Филон перестроил храм Деметры в Элевсине.
Также были установлены лимиты трат на жертвоприношения, торжества и пиршества. Ограничение на законодательном уровне ввели даже на число гостей — не более тридцати приглашённых. Эти законы могли иметь как популистский характер, так и быть принятыми с целью поддержания внешнего единства между разными слоями афинского общества. Возможно, также были введены запреты на использование некоторых предметов роскоши. Одновременно при Деметрии Фалерском богатые граждане были избавлены от обременительных литургий по оплате музыкальных состязаний и театральных постановок во время общественных праздников, а также содержания кораблей.
Несмотря на ограничения роскоши для частных лиц государственные торжества при Деметрии проводили с особыми пышностью и торжествами. Возможно, в данном случае он руководствовался практическими соображениями по удержанию народа в покорности по принципу «Хлеба и зрелищ». По одной из версий, Деметрий, обладая соответствующими возможностями, таким образом пытался реализовать свои представления о прекрасном и развитии культуры в городе.
Деметрий особо благоволил философским занятиям в Афинах, а также поддерживал представителей школы перипатетиков. Так, при содействии Деметрия Теофраст приобрёл сад, тем самым завершив формирование комплекса Ликея. Также правитель Афин оказывал поддержку и другим философам. В античных источниках содержатся упоминания о помощи Деметрия Ксенократу, Феодору из Кирены и Кратету.
При Деметрии была проведена первая в истории Афин перепись всего населения Аттики. Согласно античным источникам население региона состояло из 21 тысячи полноправных граждан, 10 тысяч метэков и 400 тысяч рабов. Приведенная численность рабов вызывает большие сомнения. В то же время наличие 21 тысячи граждан обладавших имуществом не менее 1000 драхм подтверждает данные античных источников об экономическом благоденствии в Афинах при Деметрии Фалерском.

#### Внешняя политика
Будучи ставленником правителя Македонии Кассандра он был ограничен в вопросах внешней политики. Так, когда в 314 году до н. э. Кассандр приказал Деметрию и фрурарху Мунихия Дионисию направить на Лемнос двадцать кораблей, они тотчас снарядили флот под командованием Аристотеля.
Власть Деметрия основывалась на военной мощи Кассандра. Скрытая оппозиция проявляла себя лишь в периоды военной опасности для Кассандра и Деметрия. Когда в 312 году до н. э. племянник Антигона Полемей захватил несколько городов на Эвбее и вторгся в Аттику, афиняне, согласно Диодору Сицилийскому, тайно отправили к Антигону нескольких гонцов с просьбой освободить город. Власть Деметрия была сохранена лишь благодаря поражению сил Антигона в битве при Газе на другом театре военных действий. Антигон был вынужден отказаться от своих планов по покорению Греции и Македонии и в 311 году до н. э. заключил с Кассандром мирный договор.
В 307 году до н. э. войска Антигона под командованием его сына Деметрия Полиоркета вновь вторглись в Элладу. Вторжение было подкреплено пропагандистским приёмом — обещанием свободы для греческих полисов. Появление флота Деметрия вызвало энтузиазм среди афинян. Войско Деметрия Фалерского отказалось сражаться, а Народное собрание заставило его начать переговоры с «освободителем». Деметрий Полиоркет согласился сохранить жизнь правителю Афин и даже снабдил охраной, которая сопроводила его за пределы Аттики. Афиняне, согласно античной традиции, восприняли конец правления Деметрия Фалерского с воодушевлением. Статуи тирана-философа были немедленно сокрушены, некоторые из них переплавлены в ночные горшки, а напротив его имени в списке архонтов поставлено определение «год беззакония».

### В изгнании

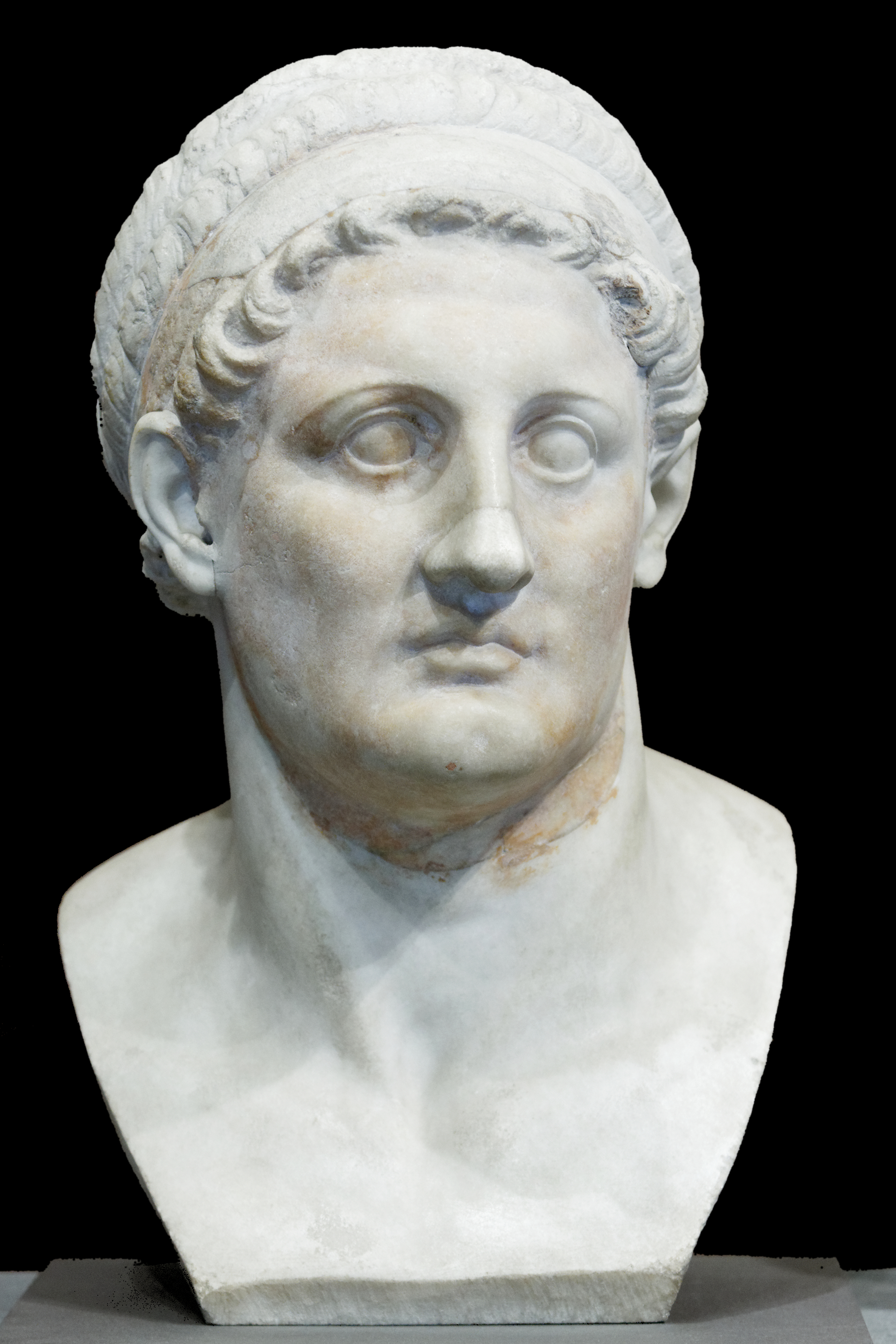
Фараон Египта Птолемей I Сотер принял Деметрия Фалерского у себя при дворе в Александрии

Вначале Деметрий Фалерский удалился в Фивы в Беотии, где прожил десять лет. После смерти Кассандра в 297 году до н. э. он переехал ко двору фараона Египта Птолемея. Там он стал одним из ближайших советников Птолемея. Согласно Плутарху, Деметрий «советовал Птолемею достать и прочесть книги о царской власти и искусстве править: „В книгах, — говорил он, — написано то, чего друзья не решаются говорить царям в лицо“». Этот совет согласуется с античной традицией о том, что именно Деметрий был главным инициатором создания Александрийской библиотеки.
В качестве привилегированного советника Птолемея Деметрий составил, по образцу с афинским, сборник законов для Александрии. Им же была начата подготовка к созданию первого в эллинистическом мире научно-культурного центра Мусейона с примыкающей к нему библиотекой. Епифаний Кипрский сообщал, что однажды преемник Птолемея I Птолемей II Филадельф спросил Деметрия, как много книг собрано в библиотеке. Тот ответил, что собрано 54 800 свитков, но многое ещё предстоит достать и скопировать.
Согласно античной традиции, Деметрий также составил проект перевода иудейской Библии Танаха на древнегреческий язык. Реализация этих проектов была осуществлена уже после Деметрия.
Находясь при дворе Птолемея Деметрий ввязался в династические споры при дворе монарха. Он поддержал притязания на престол сына Птолемея от Эвридики Птолемея Керавна, однако царь выбрал наследником престола другого сына. После прихода к власти Птолемея II Филадельфа в 283 году до н. э. Деметрий был сослан в сельскую местность, где, согласно античной традиции, вскоре и умер от укуса змеи.

### Личная жизнь
О личной жизни Деметрия известно немногое. Несомненно, Деметрий был женат и имел законного, названного в честь отца, сына Фанострата. Сын этого Фанострата, также Деметрий стал стратегом в III веке до н. э. Афиней упоминает о связи Деметрия с гетерами Лампито и Аристагорой, а также мальчиком Диогнисом. Диоген Лаэртский со ссылкой на Фаворина писал, что знаменитая гетера Ламия была любовницей Деметрия Фалерского. Возможно, что в данном тексте античный автор перепутал Деметрия Фалерского, с его тёзкой Деметрием Полиоркетом, на которого Ламия имела особое влияние.

## Научная деятельность
Деметрий составил множество трактатов, ни один из которых не сохранился. Диоген Лаэртский приводит список из 44 произведений. Согласно их названиям, Деметрий особое внимание уделял разработке этико-политических вопросов. Также он написал труды по риторике и литературоведению, философии, филологии, истории, теории государства, мемуары о периоде своего правления в Афинах и сочинение о толковании снов. Отдельно следует выделить многочисленные речи Деметрия. Также, согласно античной традиции, он создал первые собрания цитат «Семи мудрецов» и сборник «Басен Эзопа», список афинских архонтов.
В историографии существует дискуссия относительно вклада Деметрия Фалерского в «Афинскую политию» Аристотеля. Предположительно, введение к трактату со справкой о «Законах Драконта» принадлежит перу Деметрия и содержит недостоверную информацию. По мнению Э. Рушенбуша, работа Деметрия «Об афинском государственном устройстве» сразу стала настолько авторитетной, что Аристотель под её влиянием внёс изменения в «Афинскую политию».
Деметрий Фалерский не был оригинальным мыслителем. Его заслуга в развитие философии состоит в переносе достижений школы перипатетиков в Александрию и эллинистический Египет.

## Оценки
Это был человек, одинаково одарённый талантом и суетностью, столь же разносторонний в литературном отношении, как и бесхарактерный в политике, словом, бонвиван, который везде умел найти себе место.
Современник Деметрия Демохар поставил в вину афинскому тирану «склад ума крохобора или мытаря», который вопреки греческим идеалам подчинился чужеземному правителю ради материальных благ. Цицерон в одном из своих диалогов назвал Деметрия уникальным примером человека, который был первым как в занятиях наукой, так и в управлении государством.
Для Э. Д. Фролова Деметрий Фалерский был тираном-философом. Г. Берве, напротив, считал, что такая характеристика неверна. Историк подчёркивал, что Деметрий законно, хоть и под давлением Кассандра, стал эпимелетом. На политика периодически возлагали полномочия архонта и стратега. В отличие от классической афинской демократии Деметрия избирали не все граждане, а лишь те кто обладал имуществом стоимостью не менее 1000 драхм. Мудрое и умеренное правление высокообразованного человека также не вкладывается в современное понимание тирании. Одновременно, Г. Берве подчёркивает, что Деметрий обладал практически монархической властью. Недоброжелатели обвиняли его в тирании, а также использовании государственных средств для своих весьма пышных застолий. Х. Хабихт отмечал, что несмотря на мягкое правление и экономический рост для афинян Деметрий был единоличным правителем, власть которого держалась на чужеземном гарнизоне. Этим историк объяснял ликование в Афинах после свержения Деметрия.
При оценке стиля правления Деметрия Фалерского Э. Мартини увидел попытку переноса теории Аристотеля о государственном управлении в практику. Данное утверждение не является общепринятым в историографии. В 1978 году Х.-Й. Герке провёл исследование, где сопоставил реформы Деметрия и теорию Аристотеля. В правителе Афин историки видят в первую очередь государственного деятеля, который стремился к единоличной власти и лишь использовал те или иные рекомендации близкой ему философской школы в практике. Не вызывает сомнения, что Деметрий изучал традицию афинского публичного права. Соответственно, он, при необходимости, мог опираться как на традицию, так и на философскую теорию. Высокая, даже по меркам Древних Афин, образованность Деметрия, близкое знакомство с учением Аристотеля и киников, не мешали ему вести роскошный образ жизни, требовать для себя особых почестей и воздвигать в свою честь множество статуй. Возможно, в данном случае проявилась общая тенденция эллинистических правителей по созданию собственных культов.

### Исследования
- Берве Гельмут. Тираны Греции. — Ростов-на-Дону: Феникс, 1997. — 640 с. — (Исторические силуэты). — ISBN 5-222-00368-X.
- Борухович, В. Г. В мире античных свитков. — Саратов: Изд-во Саратовского университета, 1976. — 224 с.
- Солопова М. А. Деметрий Фалерский // Античная философия: Энциклопедический словарь. — М.: Прогресс-Традиция, 2008. — 896 с. — ISBN 5-89826-309-0.
- Суриков И. Е. Перипатетическая школа и формирование античной нарративной традиции о Солоне // Мнемон: Исследования и публикации по истории античного мира. — 2016. — № 16-1. — С. 19—40. — ISSN 1813-193X.
- Деметрий Фалерский // Философский энциклопедический словарь / Гл. редакция: Л. Ф. Ильичёв, П. Н. Федосеев, С. М. Ковалёв, В. Г. Панов. — М.: Советская энциклопедия, 1983. — С. 144.
- Фролов Э. Д. Власть и культура в древней Греции на стыке классики и эллинизма // Проблемы истории, филологии, культуры. — Магнитогорский государственный технический университет им. Г. И. Носова, 2002. — № 12. — С. 28—58. — ISSN 1992-0431.
- Хабихт Х. Афины. История города в эллинистическую эпоху / Подготовка к изданию и перевод Ю. Г. Виноградова. — М.: Ладомир, 1999. — ISBN 5-86218-339-6.
- Billows R. Antigonos the One-eyed and the Creation of the Hellenistic State (англ.). — Berkeley; Los Angeles; London: University of California Press, 1997. — ISBN 0-520-06378-3.
- Heckel W. Who's Who in the Age of Alexander and his Successors. From Chaironea to Ipsos (338—301 BC) (англ.). — Barnsley: Greenhill Books, 2021. — 554 p. — ISBN 978-1-78438-648-1.